# Теотоніу дус Сантус
Теотоніу Дус Сантус (порт. Theotônio dos Santos, нар. 11 листопада 1936, Каранґола, Мінас-Жерайс, Бразилія — пом. 27 лютого 2018, Ріо-де-Жанейро, Бразилія) — бразильський економіст, соціолог і політик, провідний теоретик залежного розвитку, представник латиноамериканського марксизму.

## Життєпис
Теотоніо Дус Сантус народився 1938 року в містечку Каранґoлa (бразильській штат Мінас-Жерайс). У 1961 році поступив на відділення соціології та політології економічного факультету Університету Мінас-Жерайсу. З юнацьких років брав участь у політичному житті, був студентським лідером. Уже 1961 року заснував незалежну марксистську групу «Робітнича політична організація» (ПОЛОП). З 1962 року як студентський лідер брав участь у створенні вищого навчального закладу нового типу за проєктом групи демократично налаштованих інтеліґентів на чолі з відомим істориком, соціологом і громадсько-політичним діячам Дарсі Рібейру. 1964 року, вже у створеному за цим проєктом першому університеті нової бразильської столиці, Дус Сантус одним із перших захистив диплом на звання маґістра, після чого залишився працювати в університеті як викладач економічного факультету. Військовий переворот 1964 року не дав скластися спокійній викладацькій кар'єрі. Дус Сантус був змушений залишити університет: одразу після перевороту його звільнили за неблагонадійність. Він переховувався у Сан-Паулу, де до 1966 р. жив на нелеґальному становищі, беручи участь у діяльності підпільних ліворадикальних організацій.
Засуджений військовим трибуналом до 15 років ув'язнення за «організацію заколоту», Дус Сантус спочатку переховувався у Бразилії, а потім отримав політичний притулок в Чилі. Саме тут розпочалась його активна робота як викладачі-дослідники Чилійського університету. У 1966—1969 роках при цьому університеті, в Центрі соціально-економічних досліджень (СЕСО), склалась міжнародна група молодих марксистів, в якій Дус Сантус виділиться як неформальний лідер. Ця роль стала формальною в роки правління «Народної єдності», коли Дус Сантуса обрали директором СЕСО. На початку 1970-х років твори Дус Сантуса набули загальної латиноамериканської популярності. Далі — знову військовий переворот (1973 року), внесення до списку «небезпечних іноземних марксистів», що розшукуються, метання по імпровізованим явочним квартирам і «прорив» до панамського посольства. У стінах посольства в очікуванні можливості виїхати з країни Дус Сантус провів півроку — в компанії з десятками інших «підривних елементів». Лише в травні 1974 року, через вісім місяців після перевороту, завдяки втручанню мексиканських дипломатів йому вдалося виїхати до Мехіко, де він тепер жив як двічі політичний біженець.
У Національному автономному університеті Мексики (УНАМ) Дус Сантуса зустріли однодумці, шанувальники його наукової творчості. Його обирають директором відділення докторантури економічного факультету УНАМ. Тут він організовував семінари з політичної економії науково-технічного проґресу, написав низку творів з проблєм науково-технічної революції, із загальних питань розвитку сучасного капіталізму. Популярність Дус Сантуса перетнула кордони Латинської Америки: його часто запрошували для читання лекцій та участі у міжнародних конференціях у США, Великій Британії, СРСР, на Кубу та інших країнах.
1979 року, отримавши відомості про амністію в Бразилії, Дус Сантус повернувся на батьківщину, де став одним із засновників Демократичної робітничої партії, одним із співавторів її політичної проґрами, орієнтованої на масовий соціалістичний рух. Спочатку, до 1988 року, Дус Сантус працював у Ріо-де-Жанейро і Белу Орізонті, займаючись переважно політичною і викладацькою діяльністю (католицький університет Ріо-де-Жанейро, католицький університет Мінас-Жерайса). Потім, 1988 року, повернувся до Університету Бразиліа, скориставшись правом реабілітації після остаточної амністії 1985 року (після закінчення правління військових у Бразилії). На 1986—1988 роках Дус Сантуса було обрано президентом Латиноамериканської асоціації суспільних наук. 1988 році він обіймав посаду професора у Федеральному університеті Флуміненсі. У 1990-ті рр. Дус Сантус активно залучали до роботи в ЮНЕСКО, ООН, ЛАЕС, Міжнародному інституті миру. З 1997 року і до смерті керував Університетом ґлобальної економіки та сталого розвитку ООН.
Помер 2018 року від раку підшлункової залози.

## Ідейна спадщина
Дус Сантус відомий розробкою концепції «нової залежності», що вона позначила період після другої світової війни (1939—1945). Новій залежності передувала колоніальна залежність від метрополії, що вона мала права на землю, копалини та робочу сили колоніальних суспільств, та фінансово-промислова залежність періоду імперіалізму кінця ХІХ століття. У центрі його уваги — економічне зростання панівної країни завдяки залежності від неї іншої країни. В умовах сучасного імперіалізму, коли світ поділено на розвинені та відсталі реґіони, економічне зростання передових капіталістичних центрів відбувається не тільки через зростання світової економіки в цілому, але насамперед завдяки переносу до центрів додаткового продукту з підлеглих країн периферії.
За Дус Сантусом, відносини нееквівалентного (нерівноцінного) обміну, що панують на світовому рику, відтворюються на національному рівні в середині кожної залежної країни, де структура промисловості та рівень технічного розвитку визначається не так внутрішніми потребами, як інтересами транснаціональних корпорацій (ТНК). Система залежного відтворення є частиною світової системи господарських відносин, базованих на монополістичному контролі над капіталом, і функціонування у рамках цієї системи веде не до розвитку (наздоганяючого розвитку, що скорочує відстань між панівними та залежними країнами), а до чимдалі більшої відсталості залежних країн та зростання в них бідності. На думку Дус Сантуса, єдиним адекватним виходом за межі зачарованого кола залежності для таких країн є революційний перехід до соціалізму.
У творах, присвячених проблемам науково-технічній революції за сучасного капіталізму, Дус Сантус показав, що капіталістичні продукційні відносини суперечать вимогам наукового розвитку та на сучасному етапі (кінець XX ст. — початок XXI ст.) виступають гальмом технічного проґресу.

## Основні твори
- Соціалізм або фашизм. Лаиноамериканська дилема (Socialismo o Fascismo: Dilema Latinoamericano, 1969).
- Структура залежності (The Structure of Dependence, 1970).
- Залежність і суспільні перетворення (Dependencia y cambio social, 1970).
- Імперіалізм і залежність (Imperialismo y dependencia, 1978).

## Бібліоґрафія

### Книги
- Dependencia y cambio social, Сантьяго: Cuademos de Estudios Socioeconómicos, 1970.
- La crisis norteamericana y América Latina, Сантьяго: PLA, 1970.
- Imperialismo y dependencia, Мехіко: Era, 1978.
- Teorias do capitalismo contemporâneo, Белу-Оризонті: Vega; Novo Espaço, 1983.
- Revolução científico-técnica e capitalismo contemporâneo, Петрополіс: Vozes, 1983.
- La crisis del capitalismo: teoría y práctica, Мехіко: Siglo XXI, 1984.
- Revolução científico-técnica e acumulação de capital, Петрополіс: Vozes, 1987.
- La crisis internacional del capitalismo y los nuevos modelos de desarrollo, Буенос-Айрес: Controversia, 1987.
- Latinoamérica y el Caribe en la economía mundial, SELA, 1990.
- Socialismo e democracia no capitalismo dependente, Петрополіс: Vozes, 1991.
- Economia mundial, integração regional e desenvolvimento sustentável, Петрополіс: Vozes, 1994.
- Revolução científico-técnica, nova divisão internacional do trabalho e sistema mundial, Вікторія: ANGE, 1994.
- Economia mundial, integracão regional e desenvolvimento sustentável, Петрополіс: Vozes. Cuarta edición, 1997.
- A Teoria da Dependência: balanço e perspectivas, Ріо-де-Жанейро: Civilizaçao Brasileira, 2000.
- Desenvolvimento e Civilização. Homenagem a Celso Furtado, Rio de Janeiro: Editora da Universidade do Estado do Rio de Janeiro, 2016.

### Статті
- Тупики бразильского «экономического чуда» // «Латинская Америка» (Москва). — 1977. — № 1.(рос.)
- Структура зависимости // «Скепсис» (Москва). — № 5 (2008). — С. 84-90.](рос.)
- "The Structure of Dependence," in American Economic Review, issue 60 (May, 1970), pp. 231—236.(англ.)
- "The Concept of Social Classes," in Science and Society, issue 34 (Summer 1970), pp. 166—193.(англ.)
- "The Crisis of Development Theory and the Problem of Dependence in Latin America," in: Henry Bernstein (ed.), Underdevelopment and Development, Harmondsworth: Penguin Books, 1973, pp. 57–80.(англ.)
- "Brazil: The Origins of a Crisis," in: Ronald H. Chilcote and Joel C. Edelstein (eds.), Latin America: The Struggle with Dependency and Beyond, Cambridge, Mass.: Schenkman, 1974, pp. 415—490.(англ.)
- "Socialism and Fascism in Latin America Today," in Insurgent Sociologist, Vol. 7, No. 4 (July, 1977), pp. 15–24.(англ.)
- "The Latin American Development: past, present and future," in: Sing C. Chew and Robert Denimark (eds.), The Underdevelopment of Development, Essays for André Gunder Frank, Thousand Oaks: Sage Publications, 1996.(англ.)
- "What Kind of Basic Changes Do We Need in the New World System? Some Reflections on Globalization, Development and Social Justice," in: A.L. Bialakowsky et al. (eds.), Latin American Thought: Theory and Practice, Buenos Aires: CLACSO, 2012, pp. 219– 236.(англ.)

### Твори Дус Сантуса
- Структура зависимости (1970) [Архівовано 21 листопада 2021 у Wayback Machine.](рос.)
- Тупики бразильского «экономического чуда» (1977) [Архівовано 21 листопада 2021 у Wayback Machine.](рос.)
- Теорія розвитку і її криза (1978) [Архівовано 8 грудня 2021 у Wayback Machine.]
- Генезис концепции мировой экономической системы (2000) [Архівовано 21 листопада 2021 у Wayback Machine.](рос.)
- Твори Дус Сантуса на Marxists.org [Архівовано 27 листопада 2021 у Wayback Machine.](порт.)

### Про нього
- Cristóbal Kay, «Theotonio Dos Santos (1936—2018): The Revolutionary Intellectual Who Pioneered Dependency Theory» (2019) [Архівовано 21 листопада 2021 у Wayback Machine.](англ.)